# Las Lublinek w Łodzi

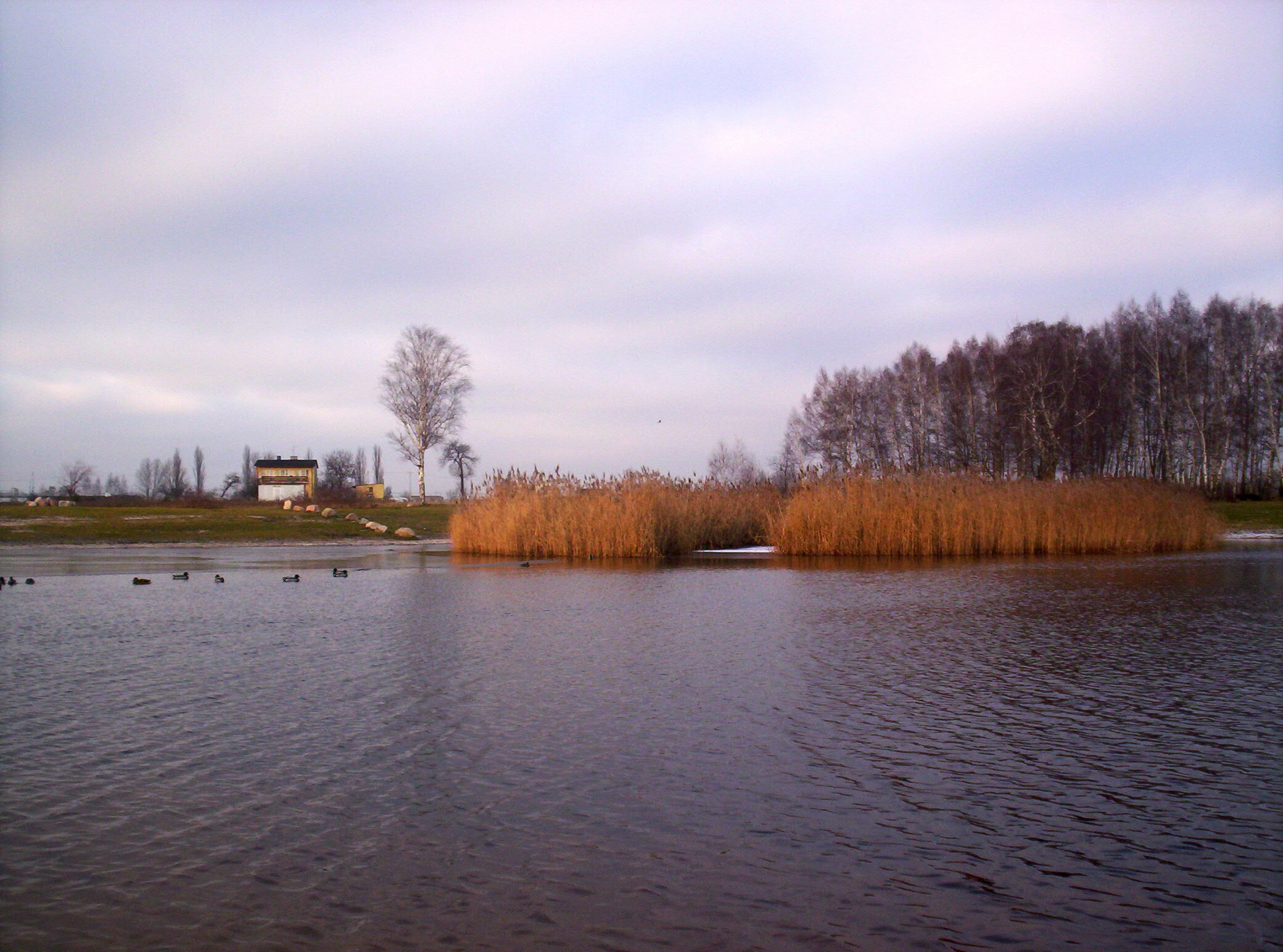
Staw Bielice

Las Lublinek – drugi co do wielkości las komunalny w Łodzi o powierzchni 90 ha. Położony w południowo-zachodniej części miasta w granicach administracyjnych dzielnicy Łódź-Polesie, w pobliżu dawnej wsi, obecnie łódzkiego osiedla Lublinek.
Graniczy z ugorami i znajdującymi się w bezpośredniej bliskości za nimi osiedlami mieszkaniowymi Smulsko i Retkinia od północy, sortownią odpadów i lotniskiem Łódź-Lublinek od zachodu, otwartymi terenami wzdłuż rzeki Ner w otoczeniu łąk i pól od południa i linią kolejową od zachodu.
Las niezwykle zróżnicowany pod względem przyrodniczym od suchych siedlisk z brzeźniakami i sośninami po mokradła z olszami, a nawet śródleśnym bagnem. Dużą różnorodność flory i fauny zapewniają śródleśne łąki oraz stawy z okresowo płynącym strumieniem „Struga”.
W sąsiedztwie terenów otwartych, na skraju drzewostanów, spotkać można kuropatwy, bażanty, zające, sarny, a w okolicy stawów ptactwo wodne – m.in. kaczki.
W bliskim sąsiedztwie lasu, na północ od jego granic, znajdują się stawy „Bielice” – miejsce rekreacji, lęgowiska ptactwa wodnego oraz wypoczynku wędkarzy.